# Руднев (канонерская лодка)
Канонерская лодка «Руднев», буксирный пароход «Николай Руднев» — волжский речной колёсный буксирный пароход типа «Усыскин». Во время Великой Отечественной войны — канонерская лодка Волжской военной флотилии, принимавшая участие в Сталинградской битве. За военные заслуги многие члены её экипажа награждены орденами и медалями.

## Описание судна
«Николай Руднев» относится к колёсным буксирам со стальным корпусом. Длина 56,4 метра, расчётная ширина 8,1 м, габаритная — 17 м, осадка 1,25 м, водоизмещение — 400 тонн. Максимальная скорость (без воза) — 18,5 узлов, дальность плавания экономическим ходом 16,5 узлов — 2450 км. Экипаж 28 человек. Для экипажа в корпусе сделаны каюты, а над колёсами размещались четыре каюты для капитана, первого помощника, механика. Элементы стального корпуса соединялись сваркой, надстройка изготовлена из дерева. Энергетическая установка — один паровой двигатель мощностью 480 л. с., работающий на угле. Запас топлива 80 тонн, размещённых в двух угольных бункерах. Электричеством судно обеспечивало пародинамо. В движение судно приводилось двумя гребными колёсами, расположенными по бортам. Для управления и передачи информации использовался машинный телеграф и переговорные трубы. Внутренние системы и трубопроводы состояли из паропровода, трубопровода питательной воды, газоотводного трубопровода с дымовой трубой, пожарно-осушительной системы, систем водоснабжения, сточной, отопления, вентиляции машинного отделения и помещений в корпусе и надстройке.
Рулевое устройство — один полубалансирный руль с секторной рулевой машиной. Якорная система — два носовых и один кормовой якорь Холла, размещённых в клюзах. Механизм подъёма носовых якорей — паровой брашпиль, кормового — шпиль. Буксирный механизм включал один поворотный буксирный гак и три арки. Швартовые устройства включали восемь кнехтов и четыре киповые планки, швартовка осуществлялась стальным тросом. На буксире были установлены фок-мачта и грот-мачта, а также носовой флагшток. В качестве сигнальных устройств применялись четыре топовых огня, два круговых, бортовые зелёный и красный и три кормовых огня. Для звуковой сигнализации использовался паровой свисток. На буксире имелась одна деревянная вёсельная шлюпка, вываливавшаяся за борт на поворотной шлюпбалке с приводом от ручных талей. Навигационные средства состояли из одного ручного лота. Противопожарные средства традиционные: багор, кошма, ящик с песком, пожарные лом, вёдра, топор.

## История

### Мобилизация
Одной из особенностей предвоенных мобилизационных планов было отсутствие мероприятий по мобилизации судов Волжского речного бассейна — географическое положение Волги считалось достаточно удалённым от предполагаемых театров военных действий. Это привело к отсутствию заранее подготовленной техдокументации, а сами суда при проектировании и строительстве не адаптировались под нужды мобилизации. Другим фактором, влиявшим на переделку судов по требованиям ВМФ, стало переключение судостроительных заводов на выпуск сухопутной военной продукции.
Общий ход военных действий в 1941 году потребовал значительного пересмотра предвоенных планов. 27 октября 1941 года было принято решение о создании Волжской военной флотилии на базе Учебного отряда кораблей. Буксирный пароход «Николай Руднев» мобилизован 16 июля 1941 года и реконструирован в канонерскую лодку с одновременным переподчинением Военно-морскому флоту. Одновременно имя парохода было изменено на сокращённый вариант «Руднев». На перестройку отводилось 20 суток, вся техдокументация ограничивалась тактико-техническим заданием объёмом в несколько страниц, а заводы, проводившие работы, находились на расстоянии 300 км друг от друга. В соответствии с приказом канонерская лодка должна была встать в строй 15 августа 1941 года, но из-за нехватки материалов и вооружения, а также по причине слабой подготовки вновь формируемого экипажа, корабль был готов только в конце сентября.
Реконструкция предусматривала большое количество работ. На канонерку устанавливалось вооружение: два 100-мм орудия Б-24-БМ, два 45-мм орудия 21-К, три 7,62-мм пулемета и дальномер. Для них требовалось изготовить подкрепления, обеспечивающие сохранность судовых конструкций при ведении огня. Во время реконструкции проявилась недостаточная продольная прочность буксира (при волнении корпус изгибался), что требовало обязательного укрепления корпуса. Для уменьшения работ носовое орудие разместили над поперечной переборкой. Кормовое орудие установили над вновь созданной переборкой, выгораживающей артиллерийский погреб.
Для хранения боеприпасов один из двух бункеров переделали в артиллерийский погреб. В нём установили стеллажи для боезапаса, системы орошения, осушения, вентиляции и освещения. Система осушения основывалась на отдельных паровых эжекторах. Электропроводка для освещения монтировалась в металлических трубах и подводилась к герметичным плафонам. Выключатели монтировались в тамбуре, где находилась лампа, сигнализирующая о включенном освещении. Переборки и подволок обшили гидроизоляцией, для которой вместо пробки использовали подручные материалы: фанеру, толь, кошму. Вместо деревянной палубы над погребом установили металлическую.

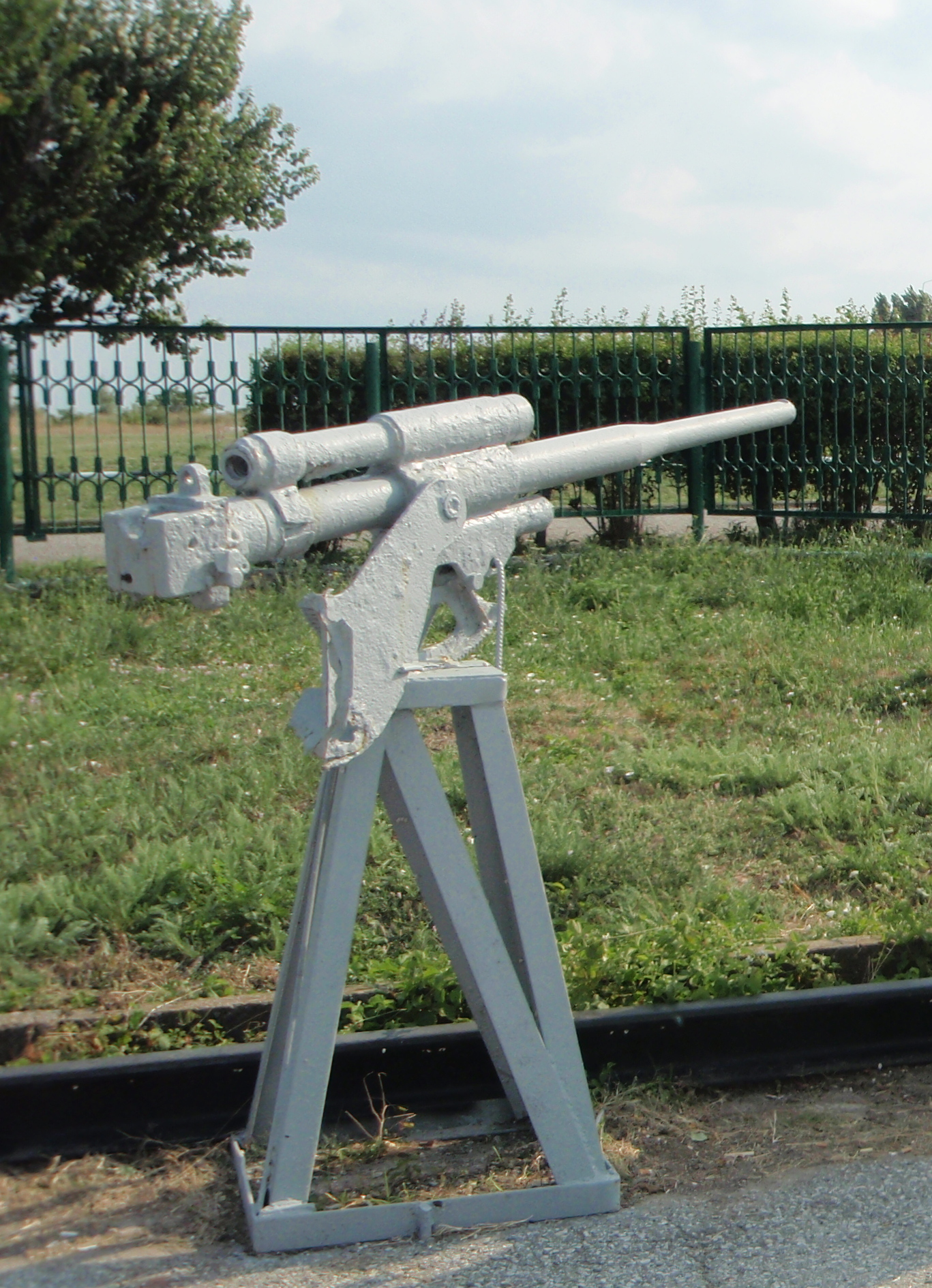
45-мм зенитное орудие 21-К, подобное тому, что было установлено на канонерской лодке «Руднев»

Жилые помещения для размещения экипажа были полностью переоборудованы и позволили размещать до 72 человек. Для этого каюты экипажа, которые располагались в корпусе, перепланировали в два кубрика, которые вмещали 28 и 38 человек. Кубрики оборудовали двухъярусными койками, рундуками и тумбочками, вешалками для верхней одежды и пирамидами для личного оружия. В межкоечных проходах установили столы для приёма пищи. Каюты капитана и механика перестроили в четыре, которые заняли командир, комиссар, командиры БЧ-2 (артиллерийская) и БЧ-5 (электромеханическая). Третью каюту отвели под кают-компанию, а четвёртую — под радиорубку. Камбуз, прачечную и гальюн не переделывали, а в умывальнике увеличили количество кранов с трех до шести.
К орудиям, погребам и дальномеру проводились переговорные трубы. Мачты оборудовались средствами подъёма сигнальных флагов, а для хранения самих флагов изготавливался специальный ящик. На корабле монтировались средства затемнения. Отсутствие подготовленной техдокументации требовало изготовления чертежей и схем по месту, что осложнялось нехваткой квалифицированного инженерного и рабочего персонала. Кроме этого, остро ощущался недостаток металла, в том числе броневого проката. Но в распоряжении судостроителей оказалась 8 мм броня, от которой отказались танкостроители, — этой бронёй, вопреки техзаданию, обшили рубку.
Военно-морской флаг на речной канонерской лодке «Руднев» был поднят 1 сентября 1941 года.

### Участие в Сталинградской битве
Канонерская лодка «Руднев» и два его систершипа «Усыскин» и «Громов», а также плавучие батареи № 97 и 98, 12 бронекатеров, 12 сторожевых катеров, 10 полуглиссеров и батальон морской пехоты составляли 1-ю бригаду речных кораблей (1-я БРК). На 22 июля бригада базировалась в Саратове. По плану, который был разработан штабом флотилии и утверждён военным советом Сталинградского фронта 5 августа, 1-я БРК (канлодки «Руднев» и «Громов», плавучие батареи № 97 и 98, шесть бронекатеров) действовала на участке Красноармейск — Светлый Яр. Канонерские лодки были включены в артиллерийскую группу фронта и должны были действовать в интересах 57-й армии.
Канонерская лодка «Руднев» входила в состав действующей армии с 25 июля 1942 года по 2 февраля 1943 года под командованием старшего лейтенанта Н. Ф. Чистовского и военкома — политрука С. К. Горшкова. С 24 августа 1942 года она начала оказывать огневую поддержку войскам, оборонявшим Сталинград. Воины 15-й гвардейской стрелковой дивизии особенно высоко оценивали помощь артиллеристов-речников. Во время первого штурма Сталинграда (13 — 26 сентября) «Руднев» был включён в фронтовую артиллерийскую группу Сталинградского фронта. Канлодка с систершипом «Громов» вела огонь по противнику, наступавшему на участке река Пионерка — балка Купоросная. В это время «Руднев» вёл огонь с позиций в районе посёлка Культбаза, острова Сарпинский и около левого берега Волги выше Красноармейска. Одним из основных секторов огня было пространство между рекой Пионеркой и Купоросной балкой, где оборонялись части 64-й армии. В течение первых двух суток боёв 1-я БРК более 30 раз открывала огонь по противнику. Так, к примеру, 14 сентября в 5:30 канлодки «Громов» и «Руднев» произвели артналёт, израсходовав 59 снарядов; в 7:25 снова был открыт огонь по району балки Купаросная (расход — 53 снаряда); в 8:00 выпущено ещё 39 снарядов по району западнее Купоросной; в 9:15 было сделано 19 выстрелов по району западнее Купоросной. 28 сентября за отличное выполнение задач артиллерийской поддержки войск 64-й армии командование Сталинградского фронта наградило матросов, старшин и офицеров канонерской лодки «Руднев».
31 октября в связи с приближающейся зимой канонерская лодка в составе 1-й БРК была переведена в Гурьев для зимовки и ремонта.

### Послевоенная судьба
22 марта 1947 года буксирный пароход «Николай Руднев» за особые заслуги экипажа во время Великой Отечественной войны был отмечен совместной мемориальной доской министерства речного флота и военно-морского штаба СССР. В 60-х годах участник Сталинградской битвы выведен из списков судов министерства речного флота РСФСР и выведен из эксплуатации. Последним оператором буксира был Волгоградский речной порт Волжского объединённого речного пароходства Министерства речного флота РСФСР.